# A vadon hívó szava (film, 2020)
A vadon hívó szava (eredeti cím: The Call of the Wild) 2020-as amerikai kalandfilm Chris Sanders rendezésében. A forgatókönyvet Jack London 1903-as A vadon szava című regénye alapján Michael Green írta. A főszereplők Harrison Ford, Dan Stevens, Omar Sy, Karen Gillan, Bradley Whitford és Colin Woodell.
Az Amerikai Egyesült Államokban 2020. február 21-én mutatta be a 20th Century Fox, míg Magyarországon egy nappal hamarabb szinkronizálva, február 20-án a Fórum Hungary.
Az 1890-es években kitört a Klondike-i aranyláz. John Thornton valamikor aranyásással foglalkozott, de régen abbahagyta, és magányosan él egy kunyhóban, a vadon szélén.

## Cselekmény
Buck, egy nagy, szelíd bernáthegyi/hosszúszőrű skót juhászkutya keverék elégedetten él gazdájával, Miller bíróval a kaliforniai Santa Clarában. Egy éjszaka Buckot elrabolják és Yukon területre szállítják. A csomagok között Buck megtalálja kedvenc rágójátékát, és közben elveszíti a nyakörvét, ami a tulajdonosa nevét igazolná. Az út során a legénység egyik tagja fegyelmezésképpen megveri őt.
Megérkezése után Buck visszaad egy elejtett szájharmonikát egy John Thornton nevű férfinak, néhány pillanattal azelőtt, hogy eladják Perrault-nak és asszisztensének, Francoise-nak, hogy kutyaszánnal szállítsa a postát a Yukonon keresztül. Perrault abban reménykedik, hogy Buckkal még a határidő lejárta előtt meg tudja tenni a hosszú utat a postaállomásig. Buck megismerkedik a többi kutyával, köztük a falkavezérrel, a Spitz nevű huskyval.
Útjuk során Buck elnyeri Perrault, Francoise és a többi szánhúzó kutya hűségét és bizalmát, miután útközben bizonyított, és még Francoise-t is megmenti. Bucknak ősi spirituális látomásai támadnak egy fekete farkasról, aki útjuk során végig kalauzolja őt. Egy éjszaka Buck elkap, majd szabadon enged egy nyulat. Spitz megöli azt, majd megtámadja Buckot, hogy érvényt szerezzen dominanciájának. Úgy tűnik, Spitz győz, amíg a falka többi tagja nem bátorítja Buckot. Buck leszorítja Spitzet, és leváltja a falkavezér szerepéből; ezután Spitz eltűnik a vadonban.
Perrault vonakodva Buckot teszi meg vezetőnek, amikor a többi kutya nem vállalja a pozíciót. Buck gyorsasága és ereje lehetővé teszi, hogy a szán időben megérkezzen a postával. Ott Thornton átadja a volt feleségének írt levelet, amelyben kifejezi érzéseit halott fiukkal kapcsolatban. Amikor Perrault visszatér, megtudja, hogy a postai útvonalat a távíró váltja fel, így kénytelen eladni a kutyákat.
Hal, egy rosszindulatú és tapasztalatlan aranyásó megveszi a falkát, és fokozatosan a kimerülésig dolgoztatja őket, nehéz terhet cipelve a szánhúzásra alkalmatlan időben. A kimerült kutyák megállnak pihenni, majd Hal egy instabil befagyott tavon való átkelésre kényszeríti őket. Amikor Buck nem hajlandó megmozdulni, Hal azzal fenyegetőzik, hogy lelövi. Thornton megjelenik, és megmenti Buckot, miközben Hal a többi szánhúzó kutyát arra kényszeríti, hogy átkeljenek a tavon. Thornton gondozása alatt Buck felépül. Később egy kocsmában Thorntont megtámadja Hal, aki elárulja, hogy a kutyáknak sikerült elmenekülniük, és így neki nem maradt semmije. A jelenet tanújaként Buck megtámadja Halt, akit ezt követően kidobnak.
Buck és Thornton ezután a Yukon térképén túlra utazik, ahol szabadon és zavartalanul élhetnek a vadonban. Egy nyílt völgyben egy elhagyatott kunyhóra bukkannak, és letelepednek. Közben Hal könyörtelenül vadászik rájuk, mert azt hiszi, hogy Thornton aranyat rejteget.
A nyílt vadonban Thornton és Buck napi tevékenységeik, elsősorban a halászat és az aranymosás során kötődnek egymáshoz. Az együtt töltött idő alatt Buck vonzódni kezd egy nőstény fehér farkashoz, ami időnként megjelenik a közelükben. A Thornton és a fehér farkas között ide-oda ingadozó Buckban ellentmondásba kerül a Thorntonnal való háziasított élete és a farkasfalkában várható pozíciója, amelyhez a nőstény tartozik. Egy kis együtt töltött idő után Thornton úgy véli, hogy itt az ideje hazatérni. Thornton, aki kezdettől fogva nem akart aranyat gyűjteni, visszadobja az egészet a folyóba, és közli Buckkal, hogy reggel elmegy, és hogy jöjjön el búcsúzni.  Buck elindul az erdőbe, és a fehér farkas mellett alszik, láthatóan nyugtalan állapotban.
Hal ezt követően megtalálja és lelövi Thorntont. Buck visszatér és megöli Halt, belökve őt a kunyhóba, amely kigyulladt. Thornton azt akarja, hogy Buck éljen önmagáért, és halálakor megöleli, megnyugtatva őt utolsó szavaival: „Minden rendben, fiú. Hazaértél.”
Másnap reggel Buck visszatér a hegyekbe, és egy magaslatról lenéz a kiégett kunyhóra. A film végén Buckot a vadonban látjuk, amint a fehér farkassal együtt vannak, utódok veszik körül, és falkavezérré válik, elfogadva a vadon hívását.

## Szereposztás
| Szereplő             | Színész              | Magyar hang         |
| -------------------- | -------------------- | ------------------- |
| John Thornton        | Harrison Ford        | Csernák János       |
| Hal                  | Dan Stevens          | Simon Kornél        |
| Mercedes             | Karen Gillan         | Nemes Takách Kata   |
| Perrault             | Omar Sy              | Debreczeny Csaba    |
| Miller bíró          | Bradley Whitford     | Tarján Péter        |
| Charles              | Colin Woodell        | Szatory Dávid       |
| Dawson               | Scott MacDonald      | TBA                 |
| Françoise            | Cara Gee             | Szilágyi Csenge     |
| Katie Miller         | Jean Louisa Kelly    | Gyöngy Zsuzsa       |
| Prédikáló nő         | Ellen Buckley        | Gyöngy Zsuzsa       |
| Edenshaw             | Michael Horse        | Benkő Péter         |
| Piros pulóveres      | Micah Fitzgerald     | Kaszás Gergő        |
| James                | Adam Fergus          | Szabó Máté          |
| Postásnő             | Stephanie Czajkowski | Ligeti Kovács Judit |
| Kutyakereskedő       | Brad Greenquist      | Csuha Lajos         |
| Abigail              | Jamie Bock           | Mórocz Adrienn      |
| Rakodómunkás         | Terry Notary         | Haagen Imre         |
| Másik rakodómunkás   | Paul Mabon           | Suhajda Dániel      |
| Jeges 1.             | Tom Crisp            | Suhajda Dániel      |
| Lovasrendőr          | Wes Brown            | Harcsik Róbert      |
| Postás               | Lon Gowan            | Harcsik Róbert      |
| Pörköltárus          | Craig Reed           | Kajtár Róbert       |
| Tinédzser a tornácon | Preston Bailey       | Fáncsik Roland      |
| Kocsis               | Monty Stuart         | Papucsek Vilmos     |
| Jeges 2.             | Aviel Ayoung         | Hám Bertalan        |
| Zöldséges            | Larry Cedar          | Katona Zoltán       |
| Újságosfiú           | Mac Jarman           | Kretz Boldizsár     |

- További magyar hangok: Bartók László, Farkas Zita, Fehér Péter, Fehérváry Márton, Gyurin Zsolt, Hegedűs Miklós, Kapácsy Miklós, Láng Balázs, Lipcsey-Colini Borbála, Martin Adél, Mohácsi Nóra, Németh Attila István, Sörös Miklós, Téglás Judit

## A film készítése
2017 októberében bejelentették, hogy a 20th Century Fox elkészíti Jack London 1903-as, A vadon szava című regényének filmes adaptációját. A filmet Chris Sanders rendezte, a forgatókönyvet Michael Green írta.
2018 júliusában Harrison Fordot és Dan Stevenst választották ki a film főszereplőinek. Ford John Thorntont játssza. 2018 augusztusában Colin Woodell is csatlakozott a szereplőkhöz, majd szeptemberben Omar Sy és Karen Gillan, októberben Bradley Whitford, novemberben pedig Cara Gee. A film fő forgatása 2018. szeptember végén kezdődött Los Angelesben.
2019 januárjában jelentették be, hogy John Powell lesz a film zeneszerzője. Powell korábban már dolgozott Sandersszel, még 2010-ben az Így neveld a sárkányodat című mesén.

## Bemutató
A filmet eredetileg 2019. december 25-én mutatták volna be, de 2020. február 21-re tolták el, miután a Disney megszerezte a Foxot, előkészítve a Star Wars: Skywalker kora és a Kémesítve megjelenését.

## Fordítás
- Ez a szócikk részben vagy egészben  a   The Call of the Wild (2020 film) című angol Wikipédia-szócikk fordításán alapul.  Az eredeti cikk szerkesztőit annak laptörténete sorolja fel. Ez a jelzés csupán a megfogalmazás eredetét és a szerzői jogokat jelzi, nem szolgál a cikkben szereplő információk forrásmegjelöléseként.